# Edentosuchus
Edentosuchus – rodzaj krokodylomorfa z grupy Protosuchia, którego skamieniałości odkryto w dolnokredowych skałach grupy Tugulu na terenie Basenu Dżungarskiego w chińskim regionie autonomicznym Sinciang. Do tej pory znaleziono dwie niekompletne czaszki i kilka kręgów szyjnych. Do rodzaju tego może należeć także niekompletny połączony stawowo szkielet, jednak brakuje części pokrywających się ze znaleziskami przypisanymi już do rodzaju Edentosuchus.
Rodzaj nazwał w 1973 Yang Zhongjian, holotyp to IVPP V 3236, czaszka z kilkoma kręgami. Gatunkiem typowym jest E. tienshanensis. Ekspedycja naukowców z Natural History Museum of Los Angeles County i National Geological Museum of China odnalazła w 2000 roku kolejną czaszkę. Choć Yang pierwotnie zamierzał stworzyć osobną rodzinę Edentosuchidae, badania przeprowadzone przez Diego Pola i współpracowników pozwoliły umieścić rodzaj Edentosuchus w Protosuchidae.
Zęby Edentosuchus różnią się znacznie między sobą. W kości przedszczękowej miały kształt stożka, podczas gdy dwa pierwsze zęby szczęki (maxilla) miały trzy guzki. Kolejne obfitowały w liczne drobne guzki, piąty zaś był bulwiasty i większy niż inne. Także występowały na nim niewielki guzki. W żuchwie kilka z 9 zębów także miało guzki niewielkich rozmiarów, drugi ząb przypominał kieł. Czaszka ogólnie była niewielka, pysk – krótki, stosunkowo wąski. Tylna część czaszki była szersza od przedniej.
Edentosuchus zamieszkiwał gorące, okresowo bardzo suche równiny zalewowe. W jego otoczeniu żyły żółwie, pterozaury Dsungaripteridae, zauropody, teropody, psitakozaury, stegozaury i ornitopody.